# Болт (фільм)
Болт (англ. Bolt) — франко-канадський бойовик 1995 року.

## Сюжет
Корумпована влада хоче побудувати великий розважально-торговий центр на землях індіанської резервації. Вони підкупом змусили погодитися на свою пропозицію вождя племені. На захист знищення природи встає єдина індіанська сім'я. Для того щоб прибрати їх з дороги бізнесмени наймають байкерів. Випадково в поселення заїжджає самотній байкер на прізвисько Болт, який втік з Нью-Джерсі після кровопролитних байкерських воєн. Він встає на захист індіанців. Він один протистоїть численним лиходіям і їх чорним планам.

## У ролях
| Актор                    | Роль                         |
| ------------------------ | ---------------------------- |
| Річард Греко             | Болт                         |
| Майкл Айронсайд          | Біллі Найлс                  |
| Сільві Варакен           | Спокусниці, (сцени видалено) |
| Шон Янг                  | Петті Дірхерт                |
| Теа Філліпс              | Бренді                       |
| Гріффіт Брюер            | Старик                       |
| Майк Філліпс Кенентакрон | дід Дірхерт                  |
| Ноель Хабель             | Артур                        |
| Джейсон Кавалье          | Джон                         |
| Джон Кросс Рівер         | Іона                         |
| Жан-Марк Ешкібок         | Віктор                       |
| Брайан Дулі              | шериф Барбі                  |
| Тед Віттелл              | Тектор                       |
| Йен МакДональд           | високий заступник            |
| Алан Ширман              | Метрікс                      |
| Мартін Ньюфелд           | Дайлл                        |
| Лорн Брасс               | Орел                         |
| Пітер Бласке             | Вайті                        |
| Пітер Кокс               | байкер 1                     |
| Рок ЛаФортюн             | байкер 2                     |
| Брайан Гендерсон         | Рік                          |
| Жан Френетт              | Банкер                       |